# Proust Océan
Proust Océan est un essai de Charles Dantzig, paru aux éditions Grasset en 2022.

## Centenaire de la disparition de Marcel Proust
Proust Océan est publié par Grasset en septembre 2022 à l'occasion de la commémoration marquant le centenaire de la mort de Marcel Proust.

## Thème
Dans ce livre, Dantzig propose une plongée dans Océan, le chef-d’œuvre de Proust. Océan où nage un poulpe, le narrateur, « poulpe géant, avec un cerveau en poire inversée, des milliers de pattes à ventouses enserrant les objets de sa réflexion pendant que leurs extrémités, fines et délicates comme des antennes, tâtonnent hypersensiblement en direction de ce qu’il cherche. Il feint de tâtonner, mais il a déjà trouvé. » Il y a aussi quelques grands poissons et du menu fretin, la galerie de personnages principaux et secondaires.
Charles Dantzig souligne les sujets que Proust emprunte à la littérature, ainsi que des questions ignorées. Il décrit le style de Marcel Proust : manière d’écrire révolutionnaire qui assouplit la langue française.

## Réception critique
Ce livre est très bien reçu par la critique, notamment par Bruno Corty, Le Figaro : « Ce voyage au cœur d'un univers qu'il connaît à merveille pourrait laisser à la porte le lecteur : trop de connaissances, de brio, de formules, de provocations. C'est au contraire une aventure étonnante à vivre. Dantzig est un portraitiste de haut vol. » 
Pour Doan Bui, de L'Obs : « On plonge avec délice dans le « Proust Océan » de Charles Dantzig, qui file la métaphore aquatique, le narrateur étant comparé à un « Poulpe » avec ses multiples tentacules, le parfait guide sous-marin pour nous faire redécouvrir par bribes « la Recherche » et ses personnages ». 
Pour J-F Pagua, de Midi libre : « Mais à cette étonnante galerie de portraits s'ajoute l'analyse très étoffée et pertinente que livre Charles Dantzig du style de l'écrivain. Ses descriptions aux associations d'images incomparables, son humour ou son sens prodigieux de l'observation. Rendant alors le roman définitivement unique. ».
Pour Jean-Claude Perrier de Livres hebdo : « Toutes les ambiguïtés de Proust, l'auteur, le créateur, qui n'est pas le narrateur, sont là. Charles Dantzig les épingle, s'en régale, les éclaire, avec un brio qui réjouira les aficionados. ».
Enfin pour Claude Arnaud, Le Point : « On applaudit au brio synthétique des formules ; on proteste aussi à l'occasion, comme il se doit dans un essai aussi personnel, quand on ne déplore pas quelques erreurs dues à un surcroît de fougue. On se dresse en faveur de Balzac, qui bien avant Proust fit d'un « inverti » comme Vautrin le centre de sa Comédie humaine. Mais c'est tant mieux : on ne lâche plus un livre qui nous fait revivre en accéléré ces lectures dont on ne pourrait se priver sans mourir. ».

## Distinction
Le Prix 2022 des Écrivains du Sud (catégorie essai) est décerné à Charles Dantzig en novembre 2022 au Ritz.